# پاتسا
پاتسا (به مجاری:  Patca) یک منطقهٔ مسکونی در مجارستان است که در ناحیه کاپوشوار واقع شده‌است. پاتسا ۴٫۹۶ کیلومتر مربع مساحت و ۶۴ نفر جمعیت دارد.